# Burin–Grand Bank
Circonscription électorale provinciale du Canada
Burin–Grand Bank est une circonscription électorale provinciale de la Chambre d'assemblée de la province canadienne de Terre-Neuve-et-Labrador.

## Liste des députés
| Burin–Grand Bank |                       |         |                |             |
| Député           | Député                | Parti   | Mandat         | Législature |
|                  | Carol Anne Haley (en) | Libéral | 2015 - 2019    | 48e         |
|                  | Carol Anne Haley (en) | Libéral | 2019 - 2021    | 49e         |
|                  | Paul Pike (en)        | Libéral | 2021 - présent | 50e         |